# Shighnan (huyện)
Shighnan là một huyện thuộc tỉnh Badakhshan, Afghanistan. Dân số thời điểm năm 1999 là 23,631 người.